# Трудолюбівка (зупинний пункт)
Трудолю́бівка — пасажирська зупинна залізнична платформа Львівської дирекції Львівської залізниці.
Розташована між с. Трудолюбівка та Конотопи Сокальський район, Львівської області на лінії Сапіжанка — Ковель між станціями Сокаль (6 км) та Іваничі (18 км).
Станом на грудень 2016 р. на платформі зупиняються приміські поїзди.